# Cilleruelo de San Mamés
Cilleruelo de San Mamés è un comune spagnolo di 47 abitanti situato nella comunità autonoma di Castiglia e León.